# 多格伍德鎮區 (阿肯色州懷特縣)
多格伍德鎮區（英語：Dogwood Township）是位於美國阿肯色州懷特縣的一個行政鎮區。

## 地方資料
多格伍德鎮區的面積為122.10平方千米，當中陸地面積為121.56平方千米，而水域面積為0.54平方千米。根據2010年美國人口普查的數據，當地共有人口502人，而人口密度為每平方千米4.11人。